# Sherbro (Sprache)
Die Sherbro-Sprache (auch bekannt als Süd-Bullom, Shiba, Amampa, Mampa und Mampwa) ist eine bedrohte westatlantische Sprache von Sierra Leone. 2015 gab es noch  etwa 81.300 Muttersprachler.
Sie gehört zur Sprachfamilie der Niger-Kongo-Sprachen. Obwohl Sherbro weitaus mehr Sprecher als die anderen Bullom-Sprachen hat, sinkt seine Verwendung unter dem Sherbro-Volk, da Englisch und Krio bevorzugt gesprochen werden. 